# Bridgewater (Dakota Południowa)
Bridgewater – miasto w Stanach Zjednoczonych, w stanie Dakota Południowa, w hrabstwie McCook.